# Jack Thorne (mathématicien)
Jack A. Thorne (né le 13 juin 1987) est un mathématicien britannique, professeur à l'université de Cambridge. Il travaille en théorie algébrique des nombres et sur le programme de Langlands. 

## Formation
Thorne étudie les mathématiques à l'université de Cambridge à partir de 2004, avec un baccalauréat en 2007 et une maîtrise en 2008 ; il obtient son doctorat sous la supervision de Benedict Gross (et de Richard Taylor) à l'université Harvard en 2012 (titre de la thèse : The arithmetic of simple singularities). Par la suite, il est Clay Research Fellow (de 2012 à 2017) et également junior fellow de la Harvard Society of Fellows de 2012 à 2014. En 2013, il devient lecteur à l'université de Cambridge, puis professeur en 2018. Depuis 2014, il fait partie du Trinity Hall de Cambridge.

## Recherche
Dans la citation du prix SASTRA Ramanujan il est présenté comme l'un des principaux experts de la théorie algébrique des nombres de sa génération, et ses contributions à la modularité des représentations galoisiennes et de la théorie des invariants arithmétiques sont particulièrement soulignées, cette dernière, objet de sa thèse, a conduit à de nouvelles bornes pour certains groupes de Selmer et pour le nombre de points rationnels et entiers sur différentes classes de courbes algébriques. Il est également honoré pour avoir été un élément moteur dans l'élimination des contraintes de la méthode de Taylor-Wiles dans le domaine de la modularité des représentations galoisiennes, notamment dans trois articles avec Laurent Clozel et sa découverte d'une théorème surprenant sur le relèvement d'automorphie de représentations galoisiennes, publié dans un article de l'American Journal of Mathematics de 2015. Son travail avec Chandrashekhar Khare sur l'automorphie potentielle et la conjecture de Leopoldt a conduit à la preuve de la version potentielle de la conjecture de Shimura-Taniyama pour les courbes elliptiques sur les corps de nombres carrés imaginaires. Une autre percée a été la preuve que les courbes elliptiques sur {\displaystyle \mathbb {Q} _{\infty }} sont modulaires.

## Prix et distinctions
En 2017, Thorne reçoit le prix Whitehead et un ERC starting grant (durée 2017-2012), après un EPSRC First Grant 52016-2018). En 2018, il est conférencier invité au Congrès international des mathématiciens de Rio de Janeiro (Potential automorphy of Ĝ-Local Systems) et reçoit le prix SASTRA Ramanujan. En 2020, il reçoit un ERC Horizon grant. En avril 2020 il est élu Fellow of the Royal Society. Il est lauréat du prix de la Société mathématique européenne en 2020-2021 et du prix Adams 2021-2022.
En 2023, il reçoit conjointement avec James Newton le prix Frank-Nelson-Cole dans la catégorie « théorie des nombres », pour leur preuve étonnante d'un cas historique et recherché des conjectures de Langlands. Il s'agit de la fonctorialité de la puissance symétrique pour les formes modulaires holomorphes, qu'ils démontrent dans deux articles.

## Publications (sélection)
- « Vinberg's representations and arithmetic invariant theory », Algebra & Number Theory, vol. 7,‎ 2013, p. 2331–2368 — Version révisée de sa thèse.
- avec Laurent Clozel, « Level-raising and symmetric power functoriality I », Compositio Mathematica, vol. 150,‎ 2014, p. 729–748, IIe partie Annals of Mathematics, vol. 181, 2015, p. 303–359, IIIe partie Duke Math. J., vol. 166, 2017, p. 325–402.
- « On the automorphy of l-adic Galois representations with small residual image. With an appendix by Robert Guralnick, Florian Herzig, Richard Taylor and Jack Thorne », Journal of the Institute of Mathematics of Jussieu, vol. 11, no 4,‎ 2012, p. 855–920 (DOI 10.1017/S1474748012000023, arXiv 1107.5993)
- avec Michael Harris_, Kai-Wen Lan et Richard Taylor, « On the rigid cohomology of certain Shimura varieties », Research in the Mathematical Sciences, vol. 3, no 1,‎ 26 octobre 2016 (DOI 10.1186/s40687-016-0078-5, arXiv 1411.6717)
- « Automorphy of some residually dihedral Galois representations », Mathematische Annalen, vol. 364,‎ 2016, p. 589–648 (DOI 10.1007/s00208-015-1214-z, arXiv 1504.00994).
- « Automorphy lifting for residually reducible l-adic Galois representations », J. Amer. Math. Soc., vol. 28,‎ 2015, p. 785–870 (DOI 10.1090/S0894-0347-2014-00812-2).
- avec Chandrashekhar B. Khare, « Potential Automorphy and the Leopoldt conjecture », American Journal of Mathematics, vol. 139, no 5,‎ 2018, p. 1205–1273 (DOI 10.1353/ajm.2017.0030, arXiv 1409.7007).
- avec Patrick B.  Allen, Frank Calegari, Ana Caraiani, Toby_Gee, David Helm, Bao V. Le Hung, James Newton et Peter Scholze, « Potential automorphy over CM fields », Arxiv,‎ 13 septembre 2017 (arXiv 1812.09999).
- « Elliptic curves over Q∞ are modular », Journal of the European Mathematical Society, vol. 21, no 7,‎ 2019, p. 1943–1948 (DOI 10.4171/JEMS/877, arXiv 1505.04769)
- avec Gebhard Böckle, Michael Harris et Chandrashekhar Khare, « Ĝ-local systems on smooth projective curves are potentially automorphic », Acta Mathematica, vol. 223, no 1,‎ 2019, p. 1–111 (DOI 10.4310/ACTA.2019.v223.n1.a1, arXiv 1609.03491).